# Andrzej Rapacz
Andrzej Rapacz (ur. 1 września 1948 w Zakopanem, zm. 7 lutego 2022 w Kościelisku) – polski biathlonista i biegacz narciarski, dwukrotny medalista mistrzostw świata.

## Kariera
Pierwszy sukces osiągnął w 1967, kiedy na mistrzostwach świata juniorów w Altenbergu zdobył złoto w sztafecie, a w biegu indywidualnym był piąty. Na rozgrywanych dwa lata później mistrzostwach świata juniorów w Zakopanem był drugi w obu konkurencjach.
Podczas mistrzostw świata w Hämeenlinna w 1971 wraz z Aleksandrem Klimą, Józefem Różakiem i Józefem Stopką zdobył brązowy medal w sztafecie. Zajął tam także 16. miejsce w biegu indywidualnym. Wynik ten reprezentacja Polski w składzie: Jan Szpunar, Andrzej Rapacz, Ludwik Zięba i Wojciech Truchan powtórzyła na rozgrywanych w 1975 mistrzostwach świata w Anterselvie. Był też między innymi szósty w sztafecie podczas mistrzostw świata w Östersund w 1970 roku i dziewiąty w sprincie podczas mistrzostw świata w Ruhpolding dziewięć lat później.
W 1972 wystartował na igrzyskach olimpijskich w Sapporo, gdzie zajął 33. miejsce w biegu indywidualnym i siódme w sztafecie. Brał też udział w igrzyskach w Innsbrucku w 1976, zajmując 46. miejsce indywidualnie i dwunaste w sztafecie.
W zawodach Pucharu Świata zadebiutował 13 stycznia 1978 w Ruhpolding, zajmując siódme miejsce w biegu indywidualnym. Tym samym już w swoim debiucie zdobył pierwsze punkty. Nigdy nie stanął na podium zawodów tego cyklu, choć był między innymi dwukrotnie czwarty w sztafecie. W Pucharze Świata startował do 1980 roku.
W mistrzostwach Polski w biathlonie złoto zdobywał 17-krotnie, trzy razy zdobywał srebro. Zdobywał także medale w narciarstwie klasycznym: złote w sztafecie w latach 1969, 1971-1972 oraz srebrne w biegu na 15 km w latach 1969 i 1973 i sztafecie w latach 1968 i 1976.
Został odznaczony Medalem za Wybitne Osiągnięcia Sportowe. Po zakończeniu kariery pracował jako trener. Był żonaty, miał troje dzieci, mieszkał w Kościelisku.

## Osiągnięcia

### Igrzyska olimpijskie
| Rok  | Miejscowość | Konkurencje | Konkurencje | Konkurencje | Konkurencje | Konkurencje | Konkurencje | Konkurencje |
| Rok  | Miejscowość | IN          | SP          | PU          | MS          | RL          | MR          | SR          |
| ---- | ----------- | ----------- | ----------- | ----------- | ----------- | ----------- | ----------- | ----------- |
| 1972 | Sapporo     | 33.         | nd.         | nd.         | nd.         | 7.          | nd.         | –           |
| 1976 | Innsbruck   | 46.         | nd.         | nd.         | nd.         | 12.         | nd.         | –           |

### Mistrzostwa świata
| Rok  | Miejscowość | Konkurencje | Konkurencje | Konkurencje | Konkurencje | Konkurencje | Konkurencje | Konkurencje |
| Rok  | Miejscowość | IN          | SP          | PU          | MS          | RL          | MR          | SR          |
| ---- | ----------- | ----------- | ----------- | ----------- | ----------- | ----------- | ----------- | ----------- |
| 1970 | Östersund   | 16.         | nd.         | nd.         | nd.         | 6.          | nd.         | –           |
| 1971 | Hämeenlinna | 18.         | nd.         | nd.         | nd.         | 3.          | nd.         | –           |
| 1974 | Mińsk       | 19.         | 23.         | nd.         | nd.         | 11.         | nd.         | –           |
| 1975 | Anterselva  | 23.         | 15.         | nd.         | nd.         | 3.          | nd.         | –           |
| 1976 | Anterselva  | nd.         | 22.         | nd.         | nd.         | nd.         | nd.         | –           |
| 1979 | Ruhpolding  | 15.         | 9.          | nd.         | nd.         | 9.          | nd.         | –           |

### Puchar Świata

#### Miejsca w klasyfikacji generalnej
| Sezon     | Miejsce |
| --------- | ------- |
| 1977/1978 | ?       |
| 1978/1979 | ?       |
| 1979/1980 | ?       |

#### Miejsca na podium chronologicznie
Rapacz nigdy nie stanął na podium indywidualnych zawodów PŚ.